# Hyalarthrodosis monodi
Hyalarthrodosis monodi is een keversoort uit de familie zwartlijven (Tenebrionidae). De wetenschappelijke naam van de soort is voor het eerst geldig gepubliceerd in 1974 door Pierre.